# جغرافيا بالاو

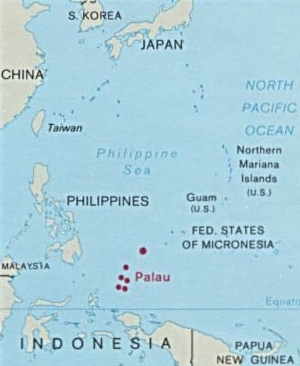
خريطة بالاو وموقعها في أوقيانوسيا

تتكون جمهورية بالاو من ثماني جزر رئيسية وأكثر من 250 جزيرة أصغر تقع على بعد حوالي 500 ميل جنوب شرق الفلبين، في أوقيانوسيا. تشكل جزر بالاو الجزء الغربي من سلسلة جزر كارولين . تضم البلاد ساحة معركة بيليليو للحرب العالمية الثانية والجزر الصخور المشهورة-عالميًا. تبلغ مساحة الأرض الإجمالية 459 كيلومتر مربع (177 ميل2). لديها أكبر 42 منطقة اقتصادية خاصة بمساحة 603,978 كيلومتر مربع (233,197 ميل2).

## إحصائيات
تبلغ مساحة بالاو أكثر بقليل من 2.5 ضعف مساحة مدينة واشنطن, العاصمة الأمريكية . 
المطالبات البحرية: البحر الإقليمي: 3 أميال بحريةالمنطقة الاقتصادية الخالصة : 603,978 كيلومتر مربع (233,197 ميل2) (200 نمي)
الارتفاع الأقصى: أدنى نقطة: المحيط الهادي 0 م أعلى نقطة:جبل242 متر (794 ft) نجيرشيلش (على بابيلداو)
استخدام الأراضي: الأراضي الصالحة للزراعة: 2.17٪ محاصيل دائمة: 4.35٪. أخرى: 93.48٪ (2011)
البيئة - الاتفاقيات الدولية: طرف في: التنوع البيولوجي، تغير المناخ, تغير المناخ- بروتوكول كيوتو، التصحر,قانون البحار 
تختلف التضاريس من الناحية الجيولوجية من جزيرة بابلداوب الرئيسية المرتفعة، الجبلية إلى الجزر المرجانية المنخفضة، التي عادة ما تكون مهدبة بالشعاب المرجانية الكبيرة. تتكون الموارد الطبيعية من الغابات، المعادن (خاصة الذهب), المنتجات البحرية، ومعادن قاع البحار العميقة. تشمل القضايا البيئية الحالية عدم كفاية المرافق للتخلص من النفايات الصلبة; تهديدات للنظام البيئي البحري من تجريف الرمال، الشعاب المرجانية، ممارسات الصيد غير القانونية والصيد الجائر .

## مناخ
المناخ استوائي ; حار ورطب. البلد لديه تصنيف مناخ كوبن AF (مناخ الغابات الاستوائية المطيرة) . يستمر موسم الأمطار من مايو إلى نوفمبر ويمكن أن تحدث الأعاصير من يونيو إلى ديسمبر .

## ارتياح
يختلف تضاريس البلاد من جزيرة بابيلداو الرئيسية الجبلية إلى الجزر المرجانية المنخفضة، التي تحدها عادة شعاب مرجانية كبيرة. متوسط الارتفاع - لا توجد بيانات متاحة; أدنى نقطة هي مستوى المياه في المحيط الهادئ (0 م); أعلى نقطة هي جبل نجيرشيلش (242 م).

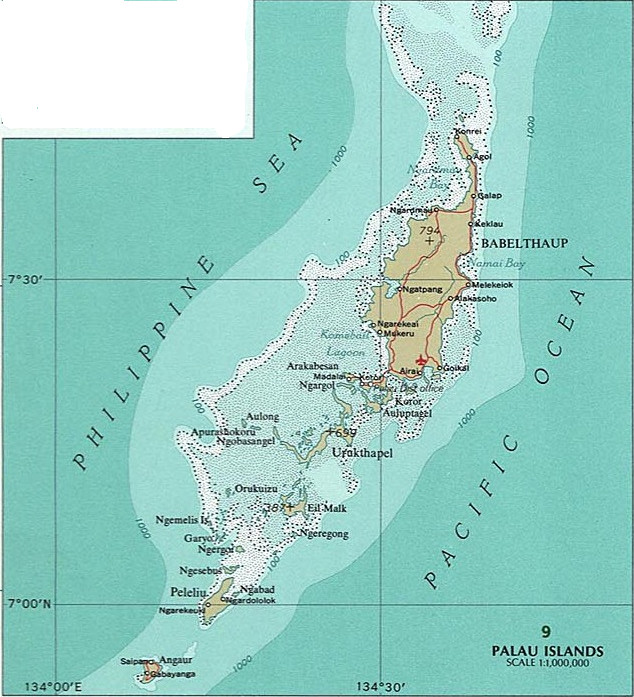
إغاثة بالاو
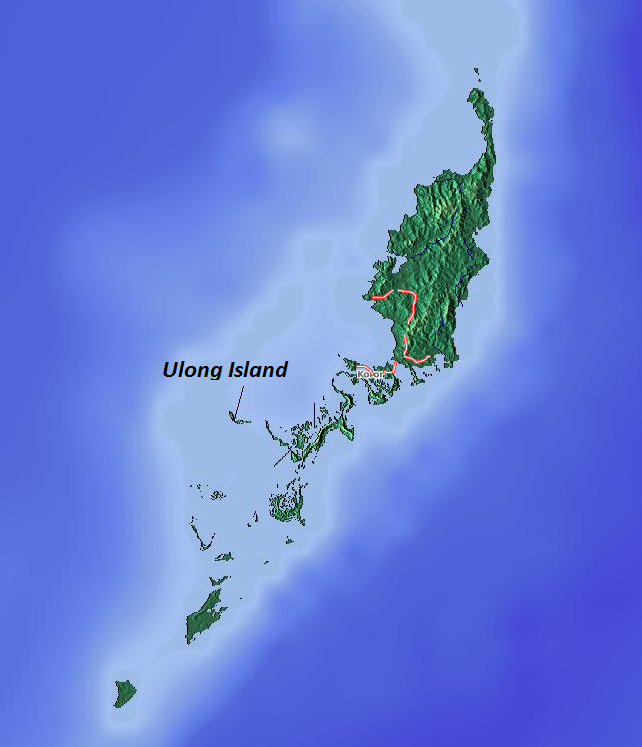
جزيرة أولونغ ، بالاو
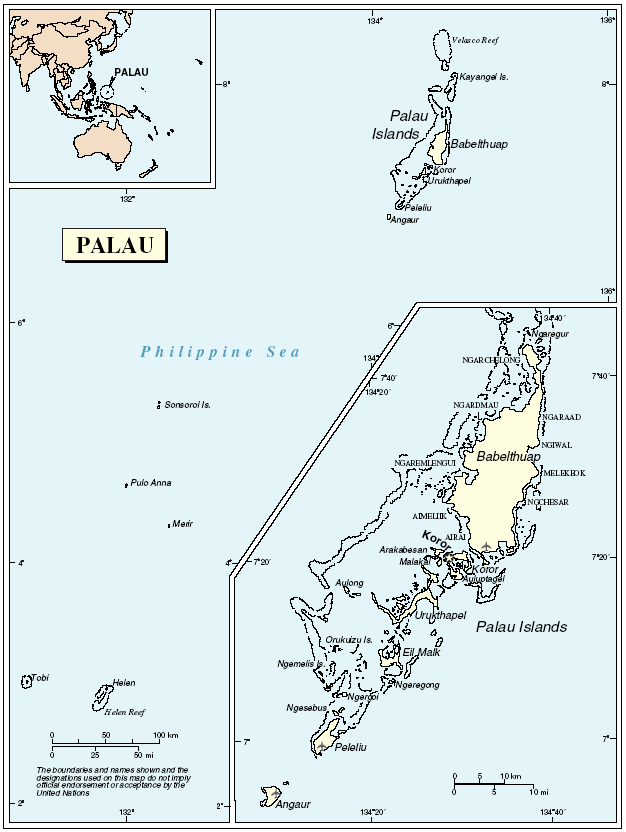
بالاو خريطة الجغرافيا
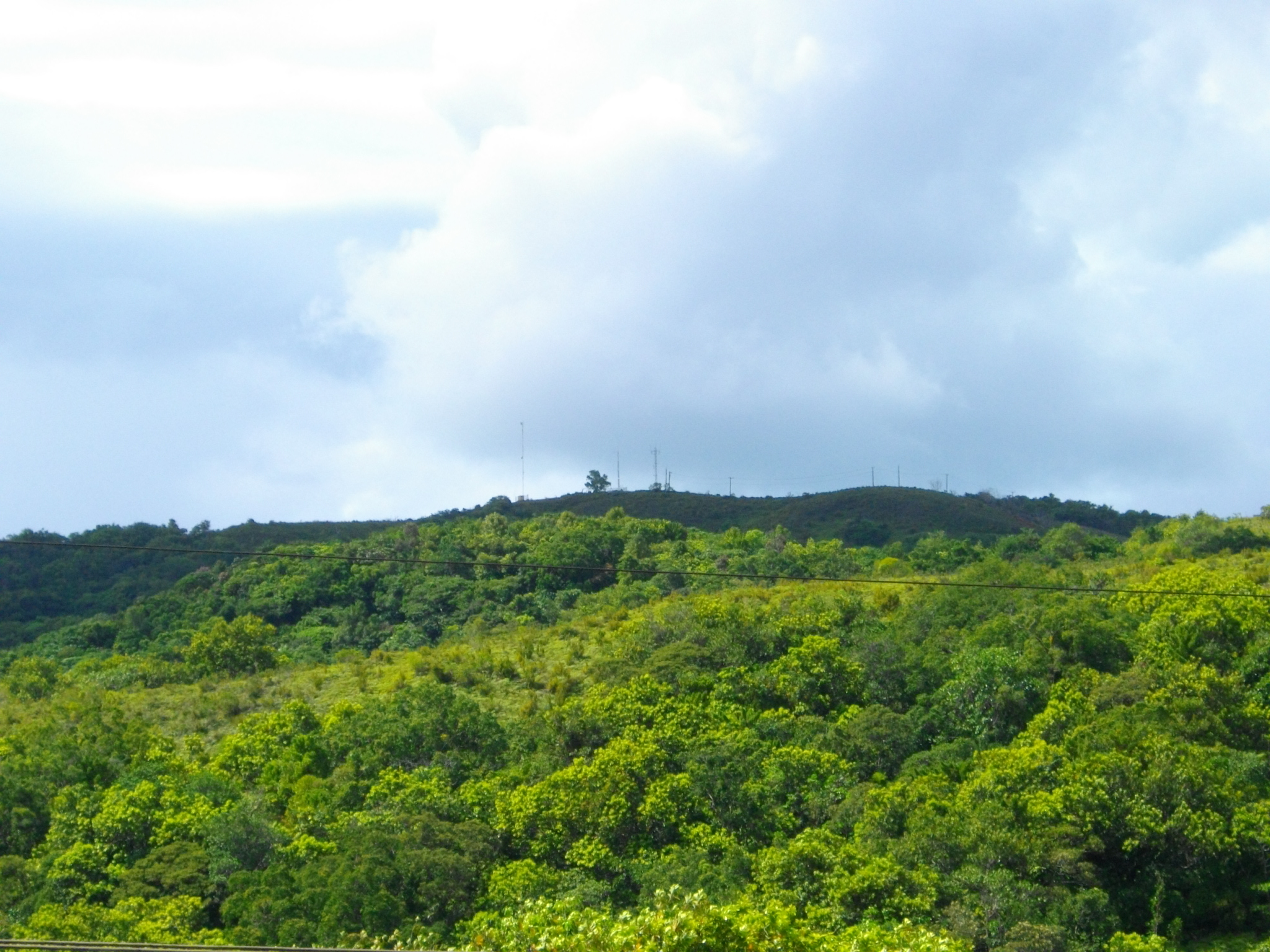
جبل نجيرشيلش  [لغات أخرى]‏
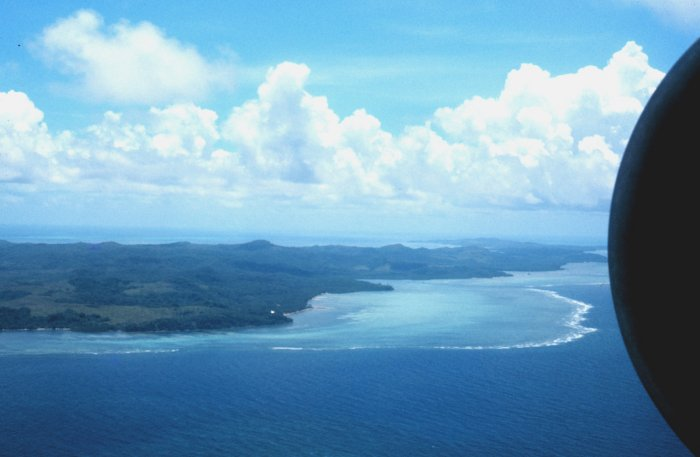
منظر جوي لبابلداوب

## جزر

جزر بالاو
جزيرة أنجور
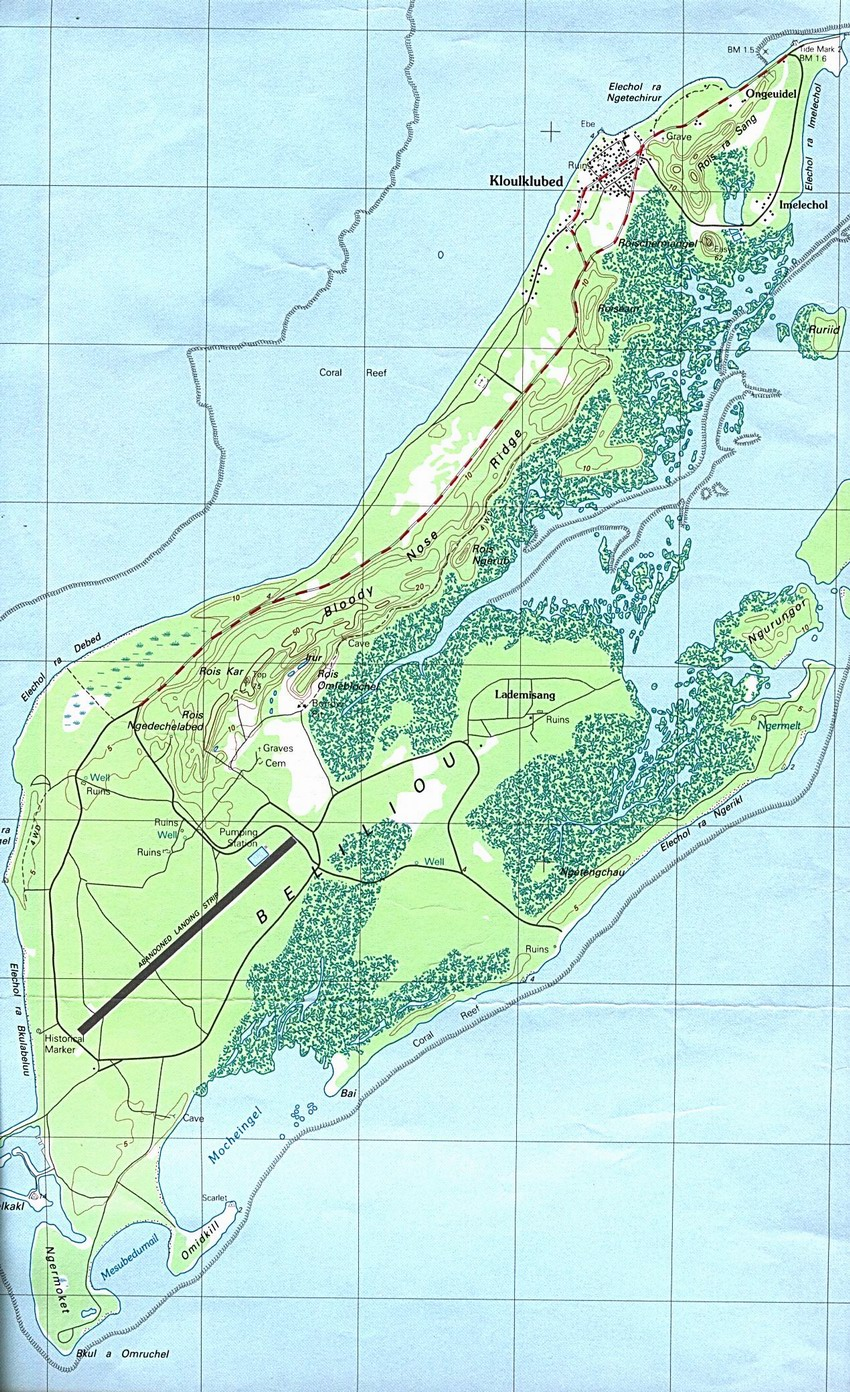
بيليليو
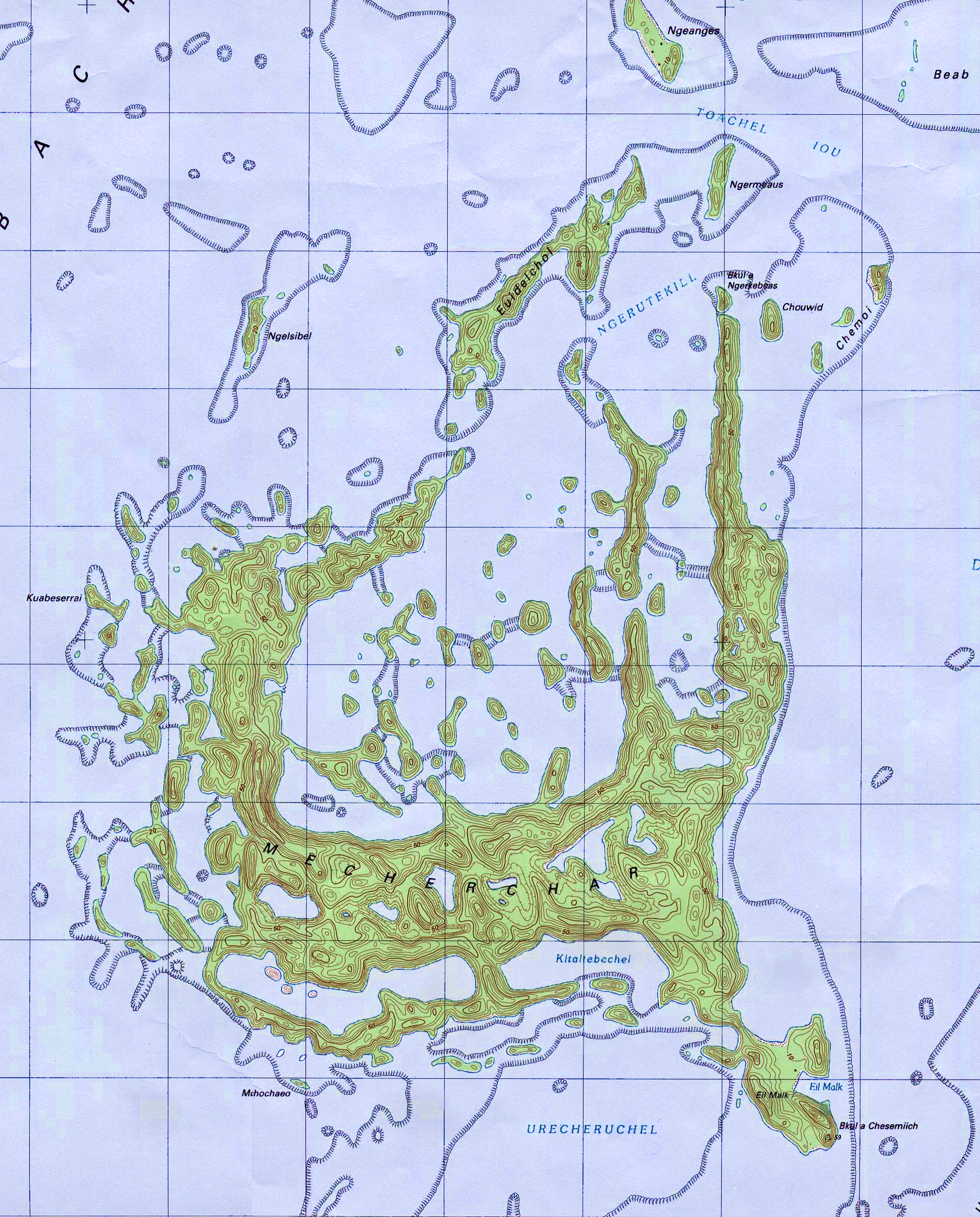
مشيرشار
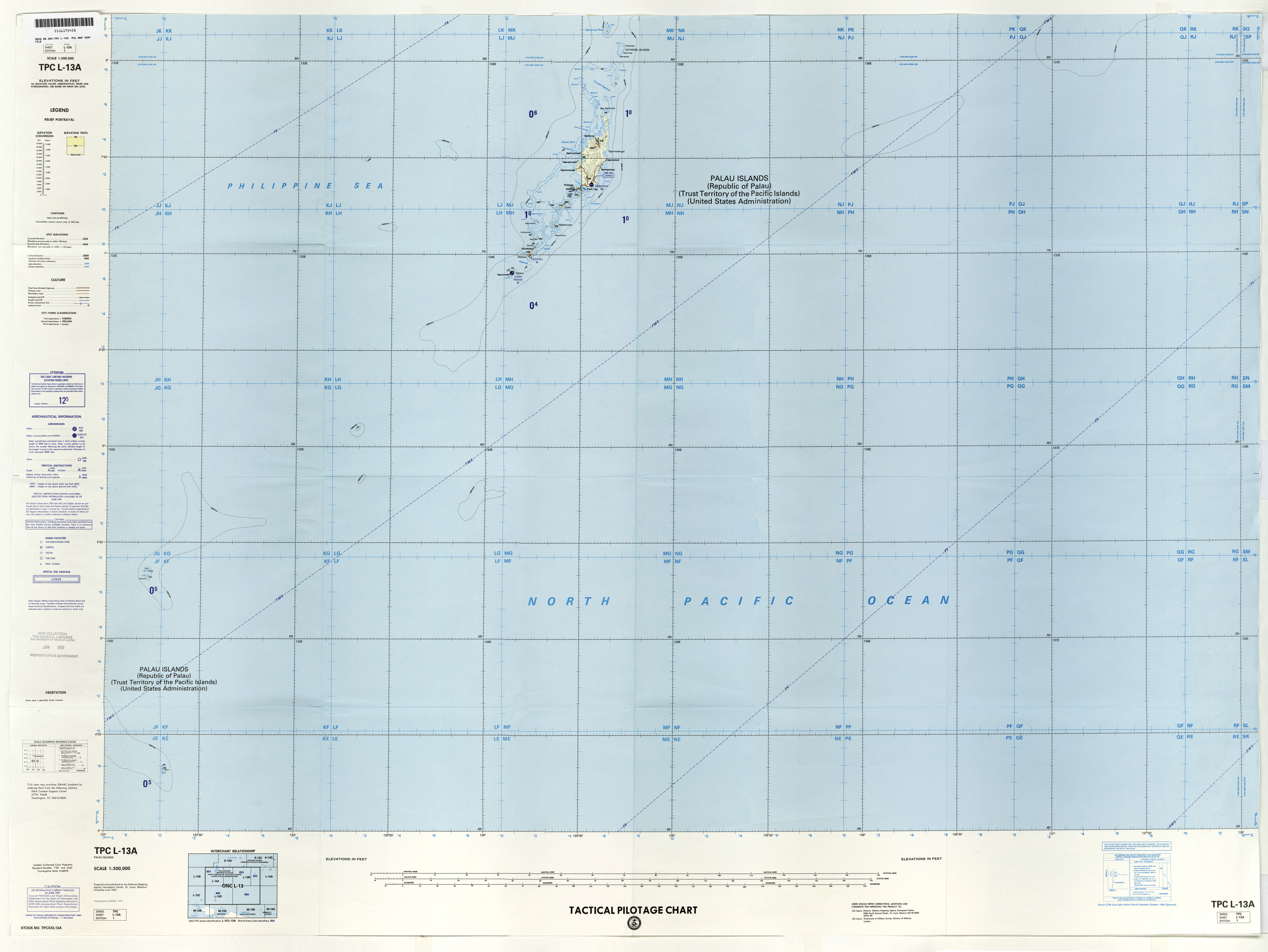
خريطة تتضمن معظم جزر بالاو

## النقاط المتطرفة
هذه قائمة بالنقاط المتطرفة في بالاو، وهي النقاط التي تقع في أقصى الشمال، الجنوب , الشرق، الغرب أو من أي موقع آخر.
- أقصى نقطة شمالية - شعاب نغاروانجيل ، ولاية كايانجيل *
- أقصى نقطة في الشرق - جزيرة كايانجيل، ولاية كايانجيل
- أقصى نقطة جنوبيّة - راوند روك، هيلين ريف ، ولاية هاتوهوبي
- أقصى نقطة في الغرب - جزيرة توبي، ولاية هاتوهوبي
- * ملاحظة: إذا تم تضمين الشعاب المرجانية المغمورة، فإن شعاب فيلاسكو هي أقصى نقطة في شمال بالاو

## روابط خارجية
- خريطة سلسلة جزر بالاو الرئيسية